# Преверанж
Преверанж (фр. Préverenges) — громада  в Швейцарії в кантоні Во, округ Морж.

## Географія
Громада розташована на відстані близько 85 км на південний захід від Берна, 9 км на захід від Лозанни.
Преверанж має площу 1,9 км², з яких на 61,1% дозволяється будівництво (житлове та будівництво доріг), 32,4% використовуються в сільськогосподарських цілях, 5,4% зайнято лісами, 1,1% не є продуктивними (річки, льодовики або гори).

## Демографія
2019 року в громаді мешкало 5239 осіб (+5,9% порівняно з 2010 роком), іноземців було 30,8%. Густота населення становила 2802 осіб/км².
За віковим діапазоном населення розподілялося таким чином: 22,4% — особи молодші 20 років, 59,7% — особи у віці 20—64 років, 18% — особи у віці 65 років та старші. Було 2293 помешкань (у середньому 2,3 особи в помешканні).
Із загальної кількості 1463 працюючих 20 було зайнятих в первинному секторі, 492 — в обробній промисловості, 951 — в галузі послуг.